# Jamie Lundmark
Jamie Lundmark (* 16. Januar 1981 in Edmonton, Alberta) ist ein ehemaliger kanadischer Eishockeyspieler sowie derzeitiger -trainer und -funktionär, der im Verlauf seiner aktiven Karriere zwischen 1998 und 2018 unter anderem 301 Spiele für die New York Rangers, Phoenix Coyotes, Calgary Flames, Los Angeles Kings und Toronto Maple Leafs in der National Hockey League (NHL) auf der Position des Centers bestritten hat. Darüber hinaus absolvierte Lundmark über 350 Partien in der American Hockey League (AHL) und verbrachte sechs Spielteen beim EC KAC in der österreichischen Erste Bank Eishockey Liga (EBEL), mit dem er im Jahr 2013 die Österreichische Meisterschaft gewann.

## Karriere
Jamie Lundmark begann seine Karriere als Eishockeyspieler in der Western Hockey League (WHL), in der er von 1998 bis 2001 für die Moose Jaw Warriors und Seattle Thunderbirds aktiv war. In dieser Zeit wurde er im NHL Entry Draft 1999 in der ersten Runde als insgesamt neunter Spieler von den New York Rangers aus der National Hockey League (NHL) ausgewählt. In der Saison 2001/02 spielte Lundmark erstmals für New Yorks Farmteam, das Hartford Wolf Pack, aus der American Hockey League (AHL). In seiner zweiten Spielzeit im Franchise, gab der Kanadier in der Saison 2002/03 sein Debüt für die New York Rangers in der NHL. Während des Lockouts der NHL-Saison 2004/05 stand der Angreifer sowohl für das Hartford Wolf Pack als auch für den HC Bozen aus der italienischen Serie A1 auf dem Eis.

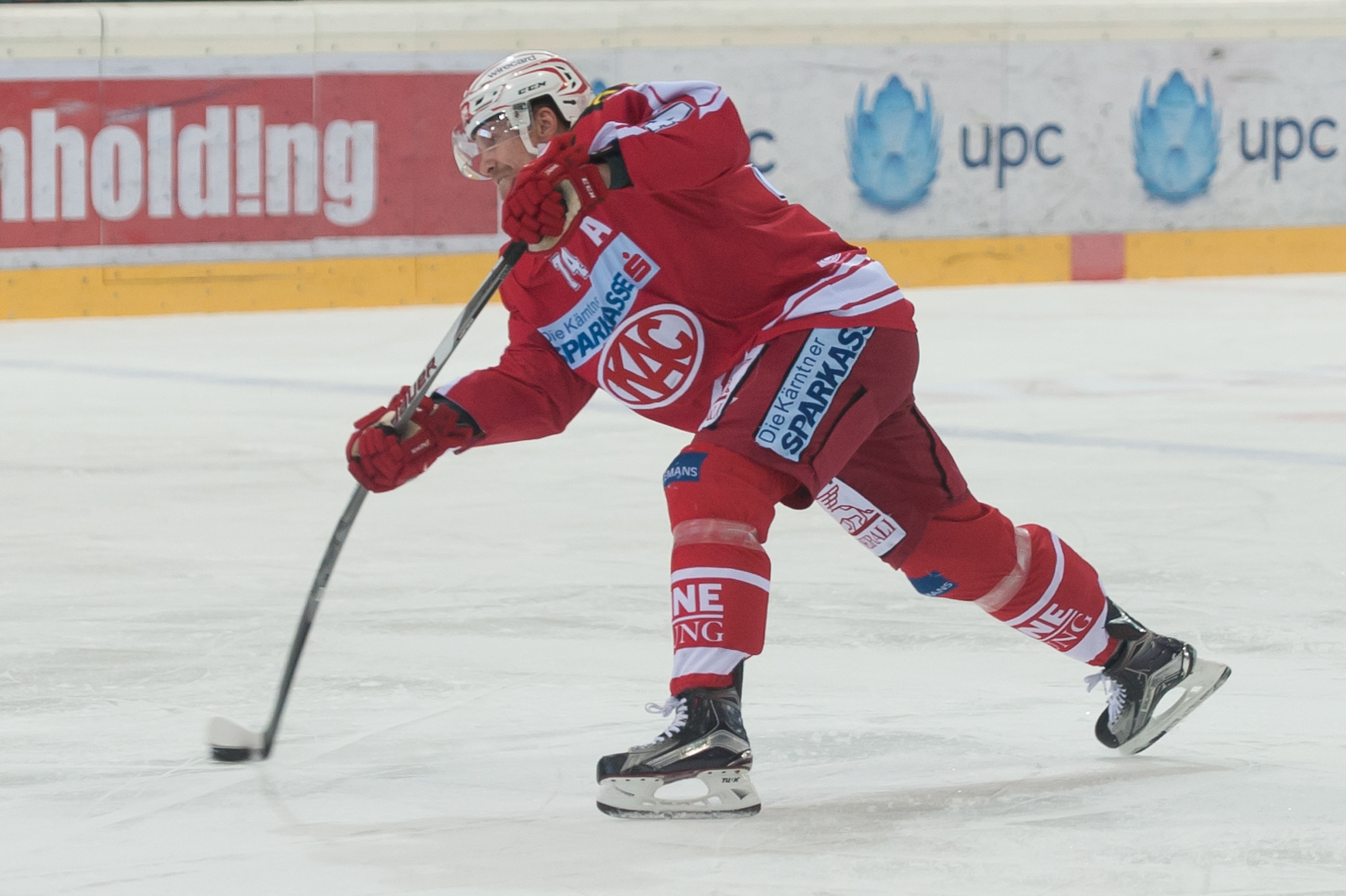
Lundmark im Trikot des EC KAC (2016)

Nach Wiederaufnahme des Spielbetriebs in der NHL kehrte Lundmark zu den Rangers zurück, für die er jedoch nur noch drei Spiele absolvierte, bevor er im Tausch für Jeff Taffe zu den Phoenix Coyotes transferiert wurde. Diese wiederum gaben ihn kurz vor dem Ende der Trade Deadline für ein Viertrunden-Wahlrecht im NHL Entry Draft 2006 an die Calgary Flames ab. In Calgary blieb Lundmark ebenfalls nur ein Jahr, ehe er die Saison 2006/07 bei den Los Angeles Kings beendete. Dorthin war er gemeinsam mit einem Viertrunden-Wahlrecht im NHL Entry Draft 2008 gewechselt, während die Flames im Gegenzug Craig Conroy erhielten. Anschließend schloss er sich den Lake Erie Monsters aus der AHL an, für die er in der Saison 2007/08 ebenso auflief, wie für den HK Dynamo Moskau aus der russischen Superliga. Im Sommer 2008 erhielt Lundmark als Free Agent einen Vertrag bei den Calgary Flames. Dort kam er regelmäßig zum Einsatz, fand sich allerdings auch in den Farmteams, den Quad City Flames und Abbotsford Heat, wieder. Im Februar 2010 wurde er von den Flames auf die Waiver-Liste gesetzt und vor Ablauf der Frist von den Toronto Maple Leafs ausgewählt, die damit seinen laufenden Vertrag übernahmen. Nach Saisonende wurde sein Vertrag nicht verlängert und Lundmark entschied sich einen Kontrakt bei den Nashville Predators zu unterzeichnen. Nachdem er bis Januar 2011 im Farmteam bei den Milwaukee Admirals in der AHL gespielt hatte, wechselte er zum Timrå IK in die schwedische Elitserien, bei dem er 18 Spiele absolvierte.
Im August 2011 wurde Lundmark von Dinamo Riga aus der Kontinentalen Hockey-Liga (KHL) unter Vertrag genommen. Nach Ende der folgenden Saison wurde Lundmark im Mai 2012 vom EC KAC aus der österreichischen Erste Bank Eishockey Liga (EBEL) verpflichtet. Bereits in seiner ersten Saison gewann er mit den Klagenfurtern den Meistertitel der Liga. Zudem avancierte er mit 67 Punkten zum Topscorer des KAC und gewann die Wahl zum wertvollsten Spieler der Liga. Er war damit der erste KAC-Spieler der diese Auszeichnung erhielt und zudem der erste damit ausgezeichnete Spieler der Ligageschichte, der mit seinem Team in derselben Saison auch den Meistertitel gewinnen konnte. In den folgenden Spielzeiten war der Kanadier einer der Führungsspieler im Kader der Klagenfurter und bestritt dort bis zu seinem Karriereende im Sommer 2018 insgesamt sechs Spielzeiten.
Im Anschluss an seine aktive Karriere pausierte Lundmark mehrere Jahre, ehe er im Sommer als Assistenztrainer und Director of Player Development des Frauenteams der Princeton University vorgestellt wurde.

### International
Für Kanada nahm Lundmark an den Junioren-Weltmeisterschaften 2000 und 2001 teil, bei denen er jeweils mit seiner Mannschaft die Bronzemedaille gewann. In insgesamt 14 Spielen sammelte der Stürmer zwölf Scorerpunkte.

## Erfolge und Auszeichnungen
| - 1999 CHL All-Rookie Team - 1999 Teilnahme am CHL Top Prospects Game - 1999 WHL East Second All-Star Team - 2001 WHL West First All-Star Team | - 2009 AHL-Spieler des Monats November - 2013 Österreichischer Meister mit dem EC KAC - 2013 Ron Kennedy Trophy |

### International
- 2000 Bronzemedaille bei der U20-Junioren-Weltmeisterschaft
- 2001 Bronzemedaille bei der U20-Junioren-Weltmeisterschaft

## Karrierestatistik

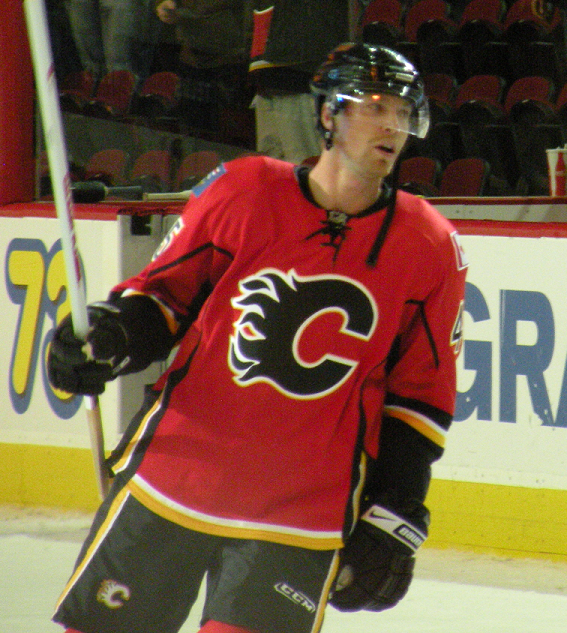
Lundmark als Spieler der Calgary Flames (2008)

### International
Vertrat Kanada bei:
- U20-Junioren-Weltmeisterschaft 2000
- U20-Junioren-Weltmeisterschaft 2001

(Legende zur Spielerstatistik: Sp oder GP = absolvierte Spiele; T oder G = erzielte Tore; V oder A = erzielte Assists; Pkt oder Pts = erzielte Scorerpunkte; SM oder PIM = erhaltene Strafminuten; +/− = Plus/Minus-Bilanz; PP = erzielte Überzahltore; SH = erzielte Unterzahltore; GW = erzielte Siegtore; 1 Play-downs/Relegation; Kursiv: Statistik nicht vollständig)